# Aotus phylicoides
Aotus phylicoides är en ärtväxtart som beskrevs av George Bentham. Aotus phylicoides ingår i släktet Aotus och familjen ärtväxter. Inga underarter finns listade i Catalogue of Life.